# Спагетти с соусом барбекю
Спагетти с соусом барбекю (англ. Barbecue spaghetti) или Спагетти-барбекю — блюдо из Мемфиса, штат Теннесси, в котором спагетти сочетаются с соусом из измельчённой копчёной или тушёной свинины, овощей и соуса барбекю. Его подают в качестве гарнира в некоторых барбекю-ресторанах Мемфиса. Компания Southern Living назвала это блюдо культовым и «возможно, самым необычным творением города». HuffPost назвал это «главным блюдом Мемфиса».

## Приготовление и подача
Спагетти с соусом барбекю можно приготовить из тушёной свинины или мелко нарезанной копченой свинины. Соус представляет собой «наполовину соус маринара и наполовину соус для барбекю», иногда с добавлением лука и перца, и его готовят на медленном огне перед добавлением свинины; консистенция близка к соусу барбекю. Спагетти готовят до мягкости, а затем добавляют в острый соус. Это блюдо подается как гарнир, а иногда и как основное блюдо.

## История
Блюдо придумал бывший железнодорожный повар Брейди Винсент (Brady Vincent), открывший барбекю-ресторан Brady and Lil’s. В 1980 году Фрэнк и Хейзел Вернон купили ресторан и переименовали его в The Bar-BQ Shop. Винсент также научил рецепту спагетти с соусом барбекю Джима Нили, который открыл Interstate Bar-BQ в конце 1970-х; компания Interstate изменила рецепт соуса, добавив «дополнительные кусочки мяса» с рёбер и приготовив его в кастрюле с перцем и луком.
В ресторане State Park в Кембридже, штат Массачусетс, подают «Мемфисское спагетти-барбекю», в котором используется тушёная свинина в маринаре, а соус барбекю как базовый.

## Похожие блюда
По словам американского социолога и писателя американского Юга Джона Шелтона Рида, «Спагетти с соусом барбекю относятся к спагетти болоньезе так же, как цинциннати чили (мясной соус со средиземноморскими специями, используемый в качестве начинки для спагетти или хот-догов) к техасско-мексиканской разновидности». Филиппинские спагетти — это спагетти, заправленные банановым кетчупом и нарезанными сосисками.